# 熱中スペース午前1時
熱中スペース午前1時（ねっちゅうスペースごぜんいちじ）は、1981年4月4日から1982年4月3日までの間、毎日放送（MBSラジオ）で放送されていたラジオ番組。

## 概要
パーソナリティは、フォークグループ「猫」、フォークデュオ「風」のメンバーだった大久保一久と、本番組がスタートする前年・1980年にデビューしたばかりの柏原よしえ（現・柏原芳恵）。柏原はこの番組が初のラジオパーソナリティである。本番組は隔週で生放送と録音放送が交互に行われるという形式であり、生放送は千里丘放送センターのスタジオから、録音は東京支社のそれぞれのスタジオで行われていた。
本番組のテーマの一つに「方言を大切にしよう」ということがあり、リスナーには出来るだけ、自分が今住んでいる地域の方言ではがきなどを書いてくれるように呼びかけていた。そのため大久保は地元の広島弁交じりのトークをし。
大阪で生まれ育った柏原もテレビなどの全国放送では使わなかった関西弁をこの番組では交えて喋っていた。

## 主なコーナー
熱中してま〜す
- リスナーが今これに凝っている、というエピソードを紹介。

アマチュアバンド登竜門
- アマチュアのバンドや歌手から送られて来たカセットテープを聴いて2人が感想を述べるなど批評。

- この他、「人生とは、青春とは何だろう」ということを探りながら語るコーナー[2]、など。